# Liocichla omeiensis
Liocichla omeiensis là một loài chim trong họ Leiothrichidae.